# Middlebury (Nowy Jork)
Middlebury – miasto w Stanach Zjednoczonych, w stanie Nowy Jork, w hrabstwie Wyoming.